# Art folklorique au Bénin
 (mars 2021).
L'art folklorique par essence, englobe la vie traditionnelle d'un peuple. Il renseigne sur les différents attraits culturels et cultuels de la communauté. Sous d'autres cieux, il est vu sous l'apanage de art naïf.

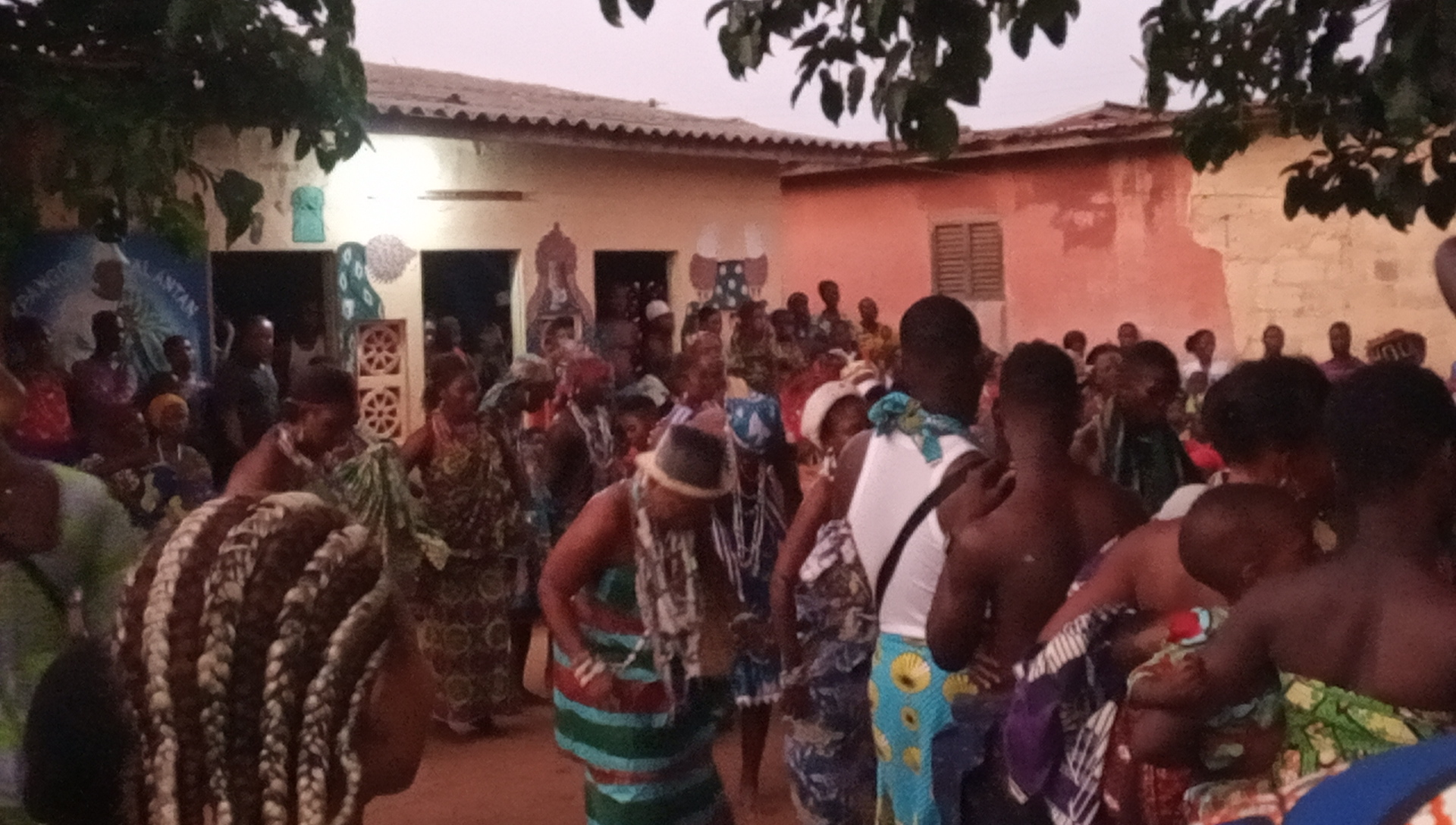
Danse traditionnelle